# Cayuga jezik
Cayuga jezik (ISO 639-3: cay), danas ugroženi jezik Indijanaca Cayuga, jednog od irokeških plemena s jezera Cayuga u New Yorku. Pripada irokeškoj jezičnoj porodici i srodan je drugim irokeškim jezicima, među kojima s jezikom seneca, čini podskupinu seneca-cayuga.
Etnička populacija iznosi oko 3 000 (1997 Mithun, Foster, Michelson per A. Yamamoto), ali svega 50 govornika u Kanadi (2002 M. Foster) i 10 u SAD-u (1991 M. Kinkade) od 45 etničkih (2000 popis). pripadnici plemena danas uglavnom govore engleski [eng]

## Vanjske poveznice
- Ethnologue (14th)
- Ethnologue (15th)